# Kabosy
Kabosy és un tipus de guitarra de fusta amb forma quadrada, utilitzada a Madagascar. Té entre quatre i sis cordes i es creu és una descendent directe del llaüt àrab. La kabosy té trasts escalonats, molts dels quals ni tan sols creuen tot el diapasó i generalment està en sintonia amb un acord obert. Una kabosy amb trasts estàndard es coneix com a mandalina o mandoliny.
Les kabosys acostumen a fer-se a mà amb materials de rebuig, i la seva forma varia molt en funció del constructor i dels materials disponibles. Poden ser encordades amb niló (sovint amb fil de pescar) o acer (sovint amb filferro de ferralla o cable de rebuig).